# Mini (bil)
Denne side handler om den oprindelige bil Mini, der blev fremstillet fra 1959 til 2000. For BMW's bil, se Mini (BMW).
 "Morris Mascot" omdirigeres hertil. Ikke at forveksle med Renault Mascott.
Mini (i Danmark solgt under navnet Morris Mascot) eller ADO15, var en lille bil, som blev produceret af British Motor Corporation (BMC) og dets efterfølgere fra 1959 til 2000 og solgt under BMC's mærker Austin og Morris. Austins udgave blev i Danmark solgt under navnet Austin Partner. Den danske importør af Morris var DOMI, De forenede automobilfabrikker importerede Austin indtil 1972, hvor DOMI overtog hele importen
Mini var konstrueret af den eneste eksisterende græske bildesigner Sir Alec Issigonis, og blev i 2001 afløst af den nye MINI. Issigonis valgte i 1959 en tværliggende motor i kombination med forhjulstræk for at udnytte pladsen bedst muligt, denne opbygning er i dag den mest anvendte, men Mini'en var dog ikke først med denne konstruktion, da DKW havde anvendt den før anden verdenskrig. Men Minien er dog den bil som for alvor betød at nye biler i dag bruger den konstruktion. Minien blev fremstillet i over 5,3 millioner eksemplarer indtil produktionen ophørte i 2000.
Mens Mascot/Partner var blandt de mest solgte biler i Danmark i 1960'erne og starten af 1970'erne, blev efterfølgeren Rover Metro aldrig nogen succes.

## Varianter
Den originale Minis popularitet affødte mange modeller, der var rettet mod forskellige markeder.

### Wolseley Hornet og Riley Elf (1961–1969)
Både Wolseley Hornet og Riley Elf, der var bygget som mere luksuriøse versioner af Mini, havde længere, lettere finnede bagskærme og større bagagerum, hvilket gav bilen et mere traditionelt treinddelt design.
Akselafstanden på Elf og Hornet forblev på 2,036 m, hvorimod den samlede længde blev forøget til 3,27 m. Bilerne havde en større diameter kromhjulkapsler end Austin'en og Morris Mini'en. Riley'en var den dyreste af de to biler. Navnet "Wolseley Hornet" blev først brugt om en sportsvogn fra 1930, mens navnet "Elf" henviste til Riley Sprite- og Impsportsvognene, også fra 1930'erne. Det fuldvidde instrumentbræt var en markant forskel mellem Elf og Hornet. Dette bedre instrumentbræt var en ide fra Christopher Milner, salgschefen for Riley.
Både Riley Elfs og Wolseley Hornets karosseri blev bygget hos Fisher & Ludlow under deres "Fisholow" varemærke.
Meget tidlige Mark I-versioner af begge biler (f.eks. pressefotos af 445MWL) havde ingen stødfangerhorn på kofangerne og en forskærm i et stykke (A-panel og skærm i et stykke, ingen udvendig søm under bundpanelet), der hurtigt blev opgivet igen, angiveligt grundet omkostningerne. Elf og Hornets specialkofanger  dukkede første gang op i 1962.
Mark I'er fra den tidlige produktion havde også en kombination af læder- og tekstilsæder (Elf R-A2S1-101 til FR2333, Hornet W-A2S1-101 til FW2105), mens alle senere modeller havde sæder udelukkende i læder.
Både Elf og Hornet gennemgik at have tre versioner. Som en begyndelse anvendte de en 848 cm³ 34 hk-motor (motortype 8WR) med en enkelt HS2 karburator, men skiftede til en enkelt HS2-karburator 38 hk-version af Coopers 998 cm³-motor (type 9WR) i Mark II i 1963. Dette forøgede bilens tophastighed fra 114 km/t til 124 km/t. Derfor kom Mark II-biler også med forøget bremsekraft. Med Mark III i 1966 fik bilen et facelift, der ikke blot bragte oprullelige vinduer og friskluftsblæsere i instrumentbrættet, men også tromlebremserne foran blev udskiftet med skivebremser. Afdækkede dørhængsler blev introduceret to år før disse blev brugt på den almindelige Mini. Gearvælgermekanismen blev opdateret til stangtypen, som det var tilfældet på alle senere Minibiler. Automatgear var en mulighed til Mark III'en i 1967 igen.
Produktionen blev indstillet sent i 1969, da britiske Leyland besluttede sig for ikke at anvende varemærkerne Riley og Wolseley længere.

### Morris Mini Traveller og Austin Mini Countryman (1961–1969)
Todørs stationcars med dobbelte "stald"-stilsbagdøre. Begge blev bygget på et lidt længere stel på 2,14 m sammenlignet med 2,04 m for den almindelige Mini.
Luksusmodellerne havde dekorative, ikke-strukturelle træindsatser i karosseriets bagende, hvilket gav bilen et udseende i stil med den større Morris Minor-stationcar, som havde nogle af trækkene fra en amerikansk 1950'er Woodie. Omkring 108.000 Austin Mini Countrymen og 99.000 Morris Mini Travellers blev bygget.

### Mini Van (1960–1982)
En kommerciel kassebil normeret til ¼-ton belastningskapacitet. Bilen, der blev bygget på det længere Traveller-stel men uden sidevinduer, viste sig at blive populær i 1960'ernes Storbritannien som et billigere alternativ til bilen: den var klassificeret som et kommercielt køretøj og gav som en sådan ikke anledning til at der skulle betales salgsskat. Et sæt af simple udspansede stålåbninger anvendtes i stedet for mere kostbare kromgitre. Mini Van blev omdøbt til Mini 95 i 1978, tallet som repræsenterede den samlede vægt af køretøjet 0,95 ton. Den blev bygget i 521.494 eksemplarer. På trods af denne omdøbning fortsatte den motoriserede offentlighed med at kalde den for Mini Van, hvilket resulterede i[kilde mangler] den klasse af køretøjer, der kendes som MPV'er.

### Mini Moke (1964–1989)
Et specialkøretøj tilsigtet den britiske hær, for hvem nogle få dobbeltmotor 4-hjulstrukne versioner blev bygget. Selv om den 4-hjulstrukne Moke kunne bestige en 1:2-gradient, manglede den stor nok frihøjde til militærbrug. Den enkeltmotoriserede forhjulstrukne Moke vandt nogen popularitet i den civile produktion. Omkring 50.000 blev i alt produceret, fra 1964 til 1968 i Storbritannien, 1966 til 1982 i Australien og 1983 til 1989 i Portugal. Bilen optrådte i kult-tv-serien The Prisoner fra 1967 og er populær på feriedestinationer såsom Barbados og Macau, hvor Mokes blev brugt som politibiler. Mokes var også tilgængelige som lejebiler så sent som marts 2006. "Moke" er gammelt britisk slang for et æsel.

### Mini Pick-up (1961–1982)
En pickup på 3,4 m fra næse til hale, bygget på den længere Mini Van-platform, med et åbent ladareal bagerst og en bagsmæk. Fabrikken specificerede vægten for pickup'en som mindre end 680 kg med en brændstoftank på 6 Imperial gallons (27 L).
Ligesom kassevognen havde pickup'en ikke et omkostningsrigt kromgitter. I stedet for lod et simpelt sæt af udstansede metalåbninger luftstrøm ind i motorrummet. Pickuppen var spartansk i sin basale form, selvom fabrikkens brochure informerede mulige købere om, at "[en] fuldt udstyret Mini Pick-up er også tilgængelig, hvilken inkluderer et recirkulerende varmeapparat." Solskærm i passagersiden, sikkerhedsseler og lamineret forrude var tilgængelig ved ekstrabetaling. Ligesom kassevognen blev pickup'en omdøbt til Mini 95 i 1978.
I alt blev der bygget 58.179 Mini Pickups.

### Morris Mini K (marts 1969 – august 1971, kun Australien)
Morris Mini K, der blev bygget i Australian British Motor Corporations fabrik i Zetland, New South Wales, ved anvendelse af 80% lokale materialer, blev reklameret for som det "største skridt fremad". Mini K ('K' står for kænguru) havde en 1098 cm³-motor og var den sidste rundsnudede model, der blev produceret i Australien. Den blev oprindeligt prissat til A$1780. Mini K blev udbudt som 2-dørs sedan og i 2-dørs kassevognsstil.

## Afslutning af produktionen
Igennem 1980'erne og 1990'erne modtog det britiske marked talrige "special editions" af Mini'en, hvilket ændrede bilen fra at være et massemarkedobjekt til et modeikon. Det var denne fremstilling der muligvis hjalp Minien med at blive sådan et aktiv for BMW, som senere købte resterne af BMC som Rover Group. Den var endnu mere populær i Japan, hvor den blev anset som et retro-cool ikon og inspirerede til mange efterligninger. E.R.A. Mini Turbo var i særdeleshed populær hos japanske købere.
I 1994, under Bernd Pischetsrieder, et familiemedlem til Issigonis, tog BMW kontrol over Rover Group, hvilken inkluderede Mini'en, og indsatte en airbag for at overholde den europæiske lovgivning.
I marts 2000 led Rover stadig massive tab, og BMW besluttede sig for at skaffe sig af med de fleste af virksomhederne. I maj det år var de færdige med at sælge fra: MG og Rover gik til Phoenix, et nyt britisk konsortium, og Land Rover blev solgt til Ford Motor Company. BMW beholdte Mini-navnet og planlagde en ny model, mens de bevilligede Rover midlertidige rettigheder til varemærket og tillod dem at producere og sælge den udgående gamle Mini-model. I april 2000 bestod udvalget af fire versioner: Mini Classic Seven, Mini Classic Cooper, Mini Classic Cooper Sport og – for det oversøiske europæiske marked – Mini Knightsbridge. Den sidste Mini, en rød Cooper Sport, blev bygget den 4. oktober 2000 og præsenteret for British Motor Industry Heritage Trust i december samme år. En total på 5.387.862 biler var blevet produceret.
Efter det sidste af Mini-produktionen var blevet solgt, vendte navnet 'Mini' tilbage til BMW's ejerskab. Den nye BMW Mini er teknisk set ikke sammenlignelig med den gamle bil, men bevarer den klassiske tværgående 4-cylinder og forhjulstrukne konfiguration fra originalen.

## Eksotiske Mini'er og berømtheder
Mini'en var et kulturelt ikon og dukker op i film så som The Italian Job (1969), i hvilken tre Mark I Austin Mini Cooper S-biler anvendes i et guldbarrerøveri; i The Bourne Identity (2002) som et hærget med overraskende habilt køretøj i en biljagt; Goodbye Pork Pie (1981) hvor en gul Mini 1000 bruges til at rejse hele vejen gennem New Zealand; og i Lara Croft: Tomb Raider (2001) som et moderigtigt samlingsobjekt, der holder i en garage sammen med andre klassiske sportsvogne. Den har også været med i tv-serier som Mr. Bean og (som Mini Moke) i The Prisoner. Madeline Zimmer, i Jean-Luc Godard's Masculin féminin' (1966) sagde, at hun håbede, hendes nye single ville blive et stort hit, så hun kunne købe en Morris Cooper.
I 1960'erne og 1970'erne blev Minien også et veritabelt modeobjekt. Mange kendisser fra den periode kørte Minier, der var blevet tilpasset af kendte britiske karosseribyggere. Eksempler inkluderer Peter Sellers' Mini med kurveflettede sidepaneler bygget af Hooper (Rolls-Royce-karosseribygger), som medvirkede i hans film A Shot in the Dark. Ringo Starrs hatchback designet af Radford, som også byggede en Mini de Ville for Britt Ekland, Peter Sellers' kone, med en en særlig stationcardør i bag. Radford byggede også en Mini de Villes til John Lennon, Marianne Faithfull og en psykedelisk version, der medvirkede i The Beatles' film Magical Mystery Tour ejet af George Harrison, som vedligeholdte den gennem årene og fik den restaureret, inklusive udsmykningen, før han dukkede op i den ved Goodwood så sent som i juni 1998. Marianne Faithfull kørte sin tofarvede de Ville til Law Courts for at høre Mick Jaggers appel af hans narkotikadom i 1967. Samme år kørte John Lennon sin de Ville hatchback til Apple-studierne efter at have hørt om Brian Epsteins død. På omkring samme tid tilpassede Radford også i stor sil 1275 Mini-Cooper S til Monkee Michael Nesmith, hvilket gav dramatisk forbedret ydelse kombineret med luksus og reduceret lyd. Karosseribyggerne Wood & Pickett lavede også særlige versioner kaldet Margrave og Margrave SE, solgt af Mayfair salgsforretninger i mod London og andre steder. Marc Bolan døde med stor opmærksomhed, da en Mini 1275GT, i hvilken han var passager, ramte et træ i Barnes, London den 16. september 1977. Stedet er nu officielt anerkendt af English Tourist Board som Bolan's Rock Shrine.
Andre tunede Mini-varianter blev bygget af talrige specialister, såsom British Automobile Company M-30, hvoraf kun tre blev produceret i 1989 for at fejre Miniens 30-års fødselsdag. De dukkede op i en udgave med superkompressor 115 bhp, 1275 cc-motor, Recaro-sæder og specialfremstillet instrumentbræt. En BAC M-30 var ejet af Bernie Ecclestone og bortauktioneret i 2007.